# Gonzalo Marzá
Gonzalo Marzá Trilles (Vilafamés, 10 aprile 1916 – Pamplona, 6 settembre 1996) è stato un calciatore spagnolo, di ruolo portiere.

## Carriera
Nel 1936 fu ingaggiato dal Villarreal ma lo scoppio della Guerra civile spagnola comportò l'interruzione del campionato di calcio. Dopo la guerra, in cui prestò servizio come soldato, giocò per una stagione nel Club Deportivo Castellón, prima di essere acquistato dal Real Madrid.
Nelle prime due stagioni nella capitale fu titolare tra i pali. Nella stagione 1943-1944 l'allenatore Ramón Encinas gli preferì José Bañón.
Nel 1944 passa al Celta Vigo, in Segunda. Con il club galiziano ottiene la promozione in massima serie. Inizia la stagione 1945-1946 come titolare, ma nel mese di dicembre viene ingaggiato Francisco Simón Calvet che prende il suo posto.
Nel 1948 il Celta Vigo raggiunse un quarto posto in campionato e una finale di Coppa del Generalissimo, persa contro il Siviglia.
Marzá continuò ad essere il vice di Simón fino al 1952. Nella stagione 1952-1953 fu il vice di Manuel Pazos e nella stagione 1953-1954 di Adauto Iglesias Fernández. Nel 1954 lasciò il club.
Si trasferì all'Osasuna, squadra della Segunda Division con sede a Pamplona, essendo sua moglie originaria della Navarra. Continuò a vivere lì dopo il ritiro, fino alla morte avvenuta nel 1996, all'età di 80 anni.